# محمد بن سعيد البيض
محمد بن سعيد البيض (1361 - 1434 هـ) داعية ومدرس وعالم من علماء كينيا المسلمين. تخرج عليه مئات الطلاب والدعاة من أنحاء شرق أفريقيا، وأسلم على يديه جمع غفير من الناس. كما كان يشرف على أكثر من مئة مدرسة عدا مجالس العلم والتذكير في أنحاء متفرقة من بلاده. له رحلات دعوية، وإصدارات سمعية ومرئية، ومؤلفات نفيسة.

## نسبه
محمد بن سعيد بن عبد الله بن سعيد بن سالم بن حسين بن سالم بن حسين بن عوض بن عبد الله بن حسين بن أحمد بن حسين بن محروس بن أحمد البيض بن عبد الرحمن الجزيرة بن حسين بن علي بن محمد بن أحمد الشهيد بن الفقيه المقدم محمد بن علي بن محمد صاحب مرباط بن علي خالع قسم بن علوي بن محمد بن علوي بن عبيد الله بن أحمد المهاجر بن عيسى بن محمد النقيب بن علي العريضي بن جعفر الصادق بن محمد الباقر بن علي زين العابدين بن الحسين السبط بن علي بن أبي طالب، وعلي زوج فاطمة بنت محمد ﷺ.
فهو الحفيد 36 لرسول الله محمد ﷺ في سلسلة نسبه.

## مولده ونشأته
ولد بلامو في كينيا ليلة الجمعة في التاسع عشر من شهر صفر سنة 1361 هـ، ونشأ بها، ودرس القرآن والحديث والفقه والعربية والسلوك والتصوف وأصول الدين على علمائها، ثم تعاطى التدريس وهو شاب بمدرسة النجاح بها ما بين 1375 - 1382 هـ لينتقل بعد ذلك إلى قرية منبع الرو (ممبروي) إحدى قرى كينيا شمال ماليندي ويصبح مدرسا فمديرا بمدرسة النور الإسلامية بها لمدة 25 سنة.

## شيوخه
أخذ العلم عن شيوخ وعلماء بلدته لامو كما أخذ عن غيرهم من خارج بلده، منهم:
| - والده سعيد بن عبد الله البيض - خاله حسين بن أحمد البدوي جمل الليل | - خاله علي بن أحمد البدوي جمل الليل - محمد بن علوي آفو - محمد بن عدنان الأهدل | - محمد بن شيخ الوائلي - عمر بن أحمد بن سميط - أحمد مشهور بن طه الحداد | - سالم بن جمعان القيصيري - عبد اللطيف بن عثمان القمري |

## رحلاته الدعوية
قام بالعديد من الرحلات في سبيل الدعوة إلى الله ونشر العلم لا سيما في شرق أفريقيا، كما سافر إلى العديد من بلدان العالم الإسلامي وغيرها مثل: السعودية واليمن والإمارات ومصر وجنوب السودان والهند والسند والمملكة المتحدة، وأدرك في هذه الرحلات علماء كبار استفاد منهم، وحظي بالإجازة منهم، وكان من أبرزهم عبد القادر بن أحمد السقاف.

## مؤلفاته
وقد ترك تراثا علميا منها ما هو مرئي ومسموع ومقروء فمن أهم مؤلفاته:
| - «طي المراحل في تاريخ السواحل» - «النفائس الغرر في شرح سمط الدرر» | - «رشفات النهلان في علوم القرآن» - «خير هدية في الأسانيد العلية» - ديوان شعر |

## وفاته
توفي يوم الثالث والعشرين من شهر صفر سنة 1434 هـ الموافق للخامس من شهر يناير عام 2013 م، ودفن في قرية منبع الرو (ممبروي) بجانب قبر والده.